# 대신총회신학연구원
대신총회신학연구원은 대한예수교장로회(대신) 총회가 운영하는 직영 신학원이다. 경기도 안양시 동안구 흥안대로 415에 있다. 교단의 지도자를 양성하는 교육기관이며, 교과부의 정식 M.Div.학위는 수여하지 않는다. 신학연구원의 공식 출범은 2017년이다.  원장은 이종전 박사였다. 2024년에 대한신학대학원대학교로 편입되어 통합되었다. 

## 과정
- 직영신학교로서 교과부의 정식학위대신 M.Div.equ.를 취득한다.
- M.Div.equ.[3] 현재 대학을 졸업한 사람만 등록을 할 수 있다. 총회 산하의 직영 신학교로서 교단이 수여하는 학위를 수여한다.[4]

## 교수진
해외에서 전문 신학학위를 받은 교수들이 전공별로 강의를 하고 있다. 이종전 원장(미국 애쉬랜드신학대학원 D. Min.), 교단의 총회장을 역임한 이정현 박사(남아공 Universiteit van Pretoria),
유종필 박사(미국 Concordia Theological Semianry Th.D.), 역사신학의 김진국 박사(네덜란드 아펠도론 신학대학교 Th.D.), 구약신학자 박영복 박사(네덜란드 암스텔담 자유대학교 Ph.D.), 조직신학의 신원균 박사(칼빈대학교 대학원 Ph.D.), 신약신학의 김대희 교수(웨스트민스터신학대학원 Ph.D.수료), 그리고 기독교 교육학의 하희승 교수(안양대학교 일반대학원 Ph.D.)가 있다.

## 같이 보기
- 대한예수교장로회(대신)
- 김치선
- 이종전
- 신원균 (신학자)
- 이정현
- 유종필 (신학자)